# انجرد (أوتش هاتشا)
انجرد (بالفارسية: انجرد) هي منطقة سكنية تقع في إيران في قسم أوتش هاتشا الریفي. يقدر عدد سكانها بـ 568 نسمة.